# Sint-Rectrudiskerk (Woesten)

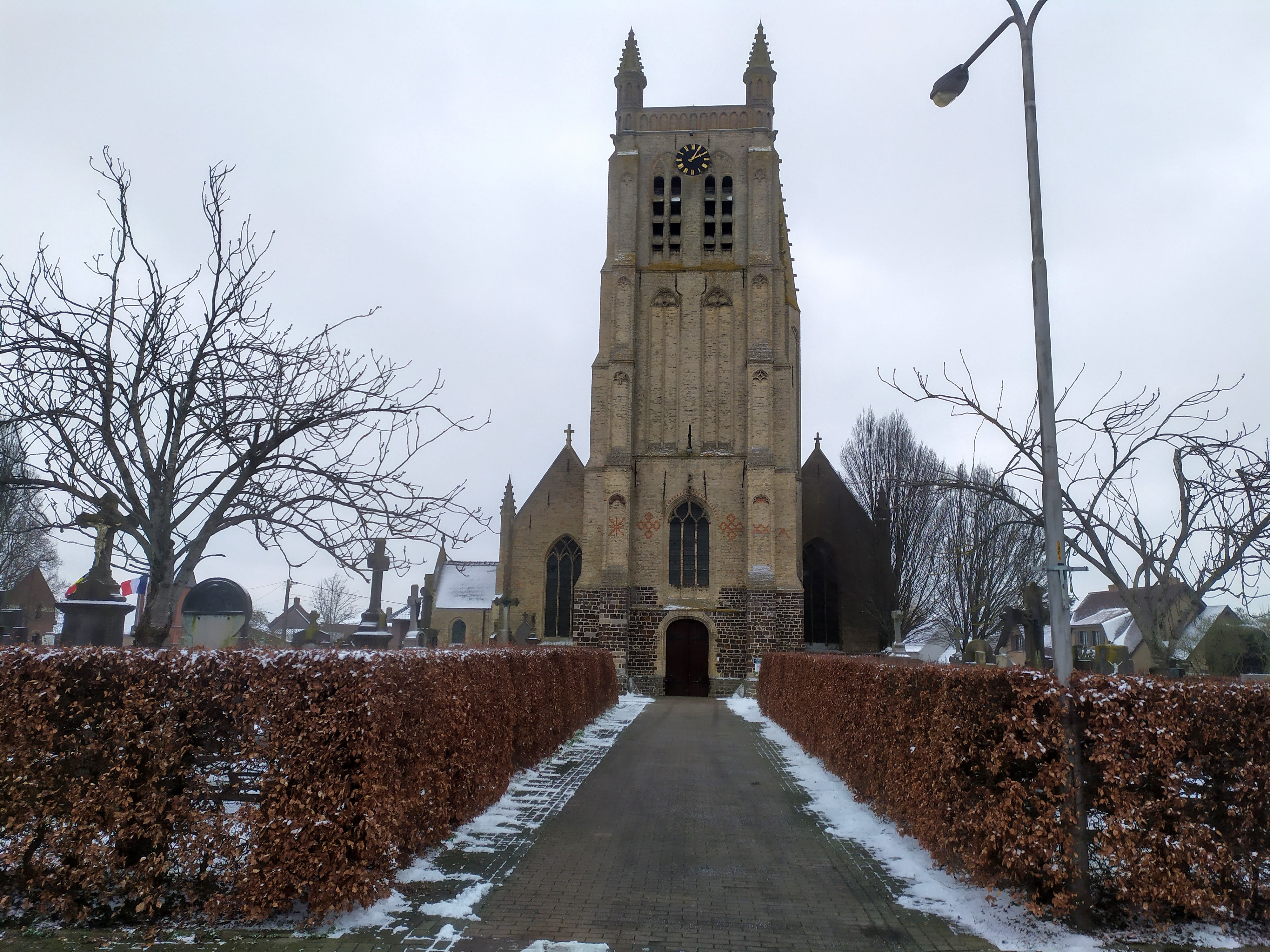
Vooraanzicht Sint-Rectrudiskerk

De Sint-Rectrudiskerk is de parochiekerk van Woesten (deelgemeente van de West-Vlaamse gemeente Vleteren), gelegen in de straat Woestendorp. De kerk en de parochie zijn gewijd aan Sint-Richtrudis.

## Geschiedenis
De gotische kerk stamt uit begin 15e eeuw, maar werd grotendeels verwoest in de Eerste Wereldoorlog met uitzondering van de westtoren. In 1921-1923 werd de kerk en toren volledig gerenoveerd.

## Omgeving
De kerk ligt middenin een omhaagd kerkhof met onder meer Franse oorlogsgraven.